# (6222) 1980 PB3
(6222) 1980 PB3 (1980 PB3, 1990 FO) — астероїд головного поясу, відкритий 8 серпня 1980 року.
Тіссеранів параметр щодо Юпітера — 3.061.